# Primer ministro de San Vicente y las Granadinas
El primer ministro es el jefe de Gobierno de San Vicente y las Granadinas. En 1969, cuando el territorio ya tenía autonomía propia del Reino Unido, el título de jefe de Gobierno pasó a ser de "primer ministro". El primer ministro encabeza el poder ejecutivo y preside el gabinete.

## Lista

### Ministros principales de San Vicente (1960-1969)
| No. | Retrato | Nombre                      | Elección  | Mandato            | Mandato               | Partido político |
| No. | Retrato | Nombre                      | Elección  | Inicio             | Final                 | Partido político |
| --- | ------- | --------------------------- | --------- | ------------------ | --------------------- | ---------------- |
| 1   |         | Ebenezer Joshua (1908–1991) | 1961 1966 | 9 de enero de 1960 | 30 de mayo de 1967    | PPP              |
| 2   |         | Milton Cato (1915–1997)     | 1967      | 30 de mayo de 1967 | 27 de octubre de 1969 | SVLP             |

### Primer ministro de San Vicente (1969-1979)
| No. | Retrato | Nombre                                | Elección | Mandato                | Mandato                | Partido político |
| No. | Retrato | Nombre                                | Elección | Inicio                 | Final                  | Partido político |
| --- | ------- | ------------------------------------- | -------- | ---------------------- | ---------------------- | ---------------- |
| 1   |         | Milton Cato (1915–1997)               | —        | 27 de octubre de 1969  | 13 de abril de 1972    | SVLP             |
| 2   |         | James Fitz-Allen Mitchell (1931–2021) | 1972     | 14 de abril de 1972    | 8 de diciembre de 1974 | Independiente    |
| (1) |         | Milton Cato (1915–1997)               | 1974     | 8 de diciembre de 1974 | 27 de octubre de 1979  | SVLP             |

### Primer ministro de San Vicente y las Granadinas (1979-presente)
| No. | Retrato | Nombre                                | Elección                 | Mandato               | Mandato               | Partido político |
| No. | Retrato | Nombre                                | Elección                 | Inicio                | Final                 | Partido político |
| --- | ------- | ------------------------------------- | ------------------------ | --------------------- | --------------------- | ---------------- |
| 1   |         | Milton Cato (1915–1997)               | 1979                     | 27 de octubre de 1979 | 30 de julio de 1984   | SVLP             |
| 2   |         | James Fitz-Allen Mitchell (1931–2021) | 1984 1989 1994 1998      | 30 de julio de 1984   | 27 de octubre de 2000 | NDP              |
| 3   |         | Arnhim Eustace (1944-)                | —                        | 27 de octubre de 2000 | 29 de marzo de 2001   | NDP              |
| 4   |         | Ralph Gonsalves (1946-)               | 2001 2005 2010 2015 2020 | 29 de marzo de 2001   | En el cargo           | ULP              |